# Синопія

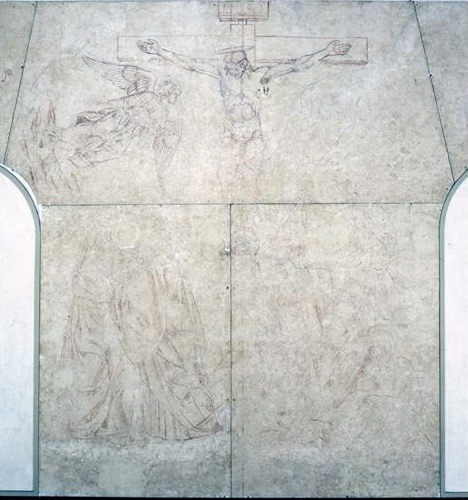
Андреа дель Кастаньйо, синопія «Розп'яття» в церкві Сан Аполлонія, Флоренція

Синопія — попередній, узагальнений малюнок на тиньку в каплиці чи церкві перед створенням стінопису в техніці фрески.

## Походження слова
Слово «синопія» походить від назви міста Сіноп, що розташоване на території сучасної Туреччини. На околиці міста були знайдені поклади червонуватої фарби, яку почали використовувати ще митці античності та Візантії. Фарба була настільки доброю, що перетнула кордони і сприяла виникненню нового фахового слова художників—фрескістів — синопії, тобто попереднього і часто узагальненого малюнка на стіні, що передував створенню закінченої та кольорової фрески.

## Приклади синопій

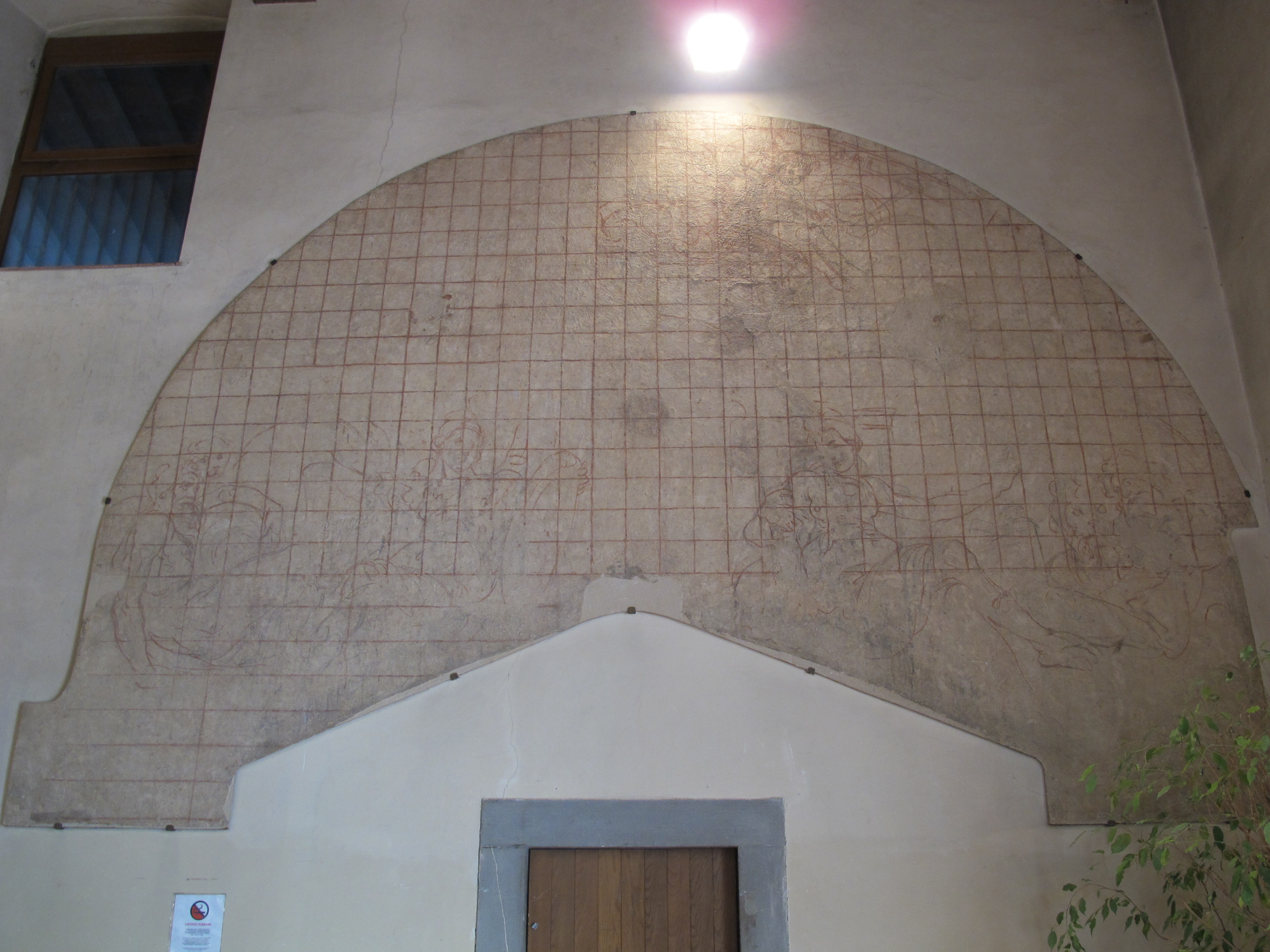
Синопія після нанесення на тиньк з допомогою напилення та квадратів

Аби полегшити собі працю перенесення малюнка на стіну, художники здавна використовували картон у повний розмір майбутньої фрески. За контуром малюнка робили голками дарочки, через які видували або витрушували фарбу на тиньк. Зразок-малюнок використовували як шаблон і при створенні православних ікон в майстернях іконописців, адже візантійське мистецтво ґрунтується на канонах та на постійному відтворенні затверджених канонів. Користувались подібним засобом і італійські художники майже до XVI століття, коли перейшли на техніку сграфіто — передавлення контуру малюнка з паперу на вологий тиньк (з подальшим доопрацюванням).

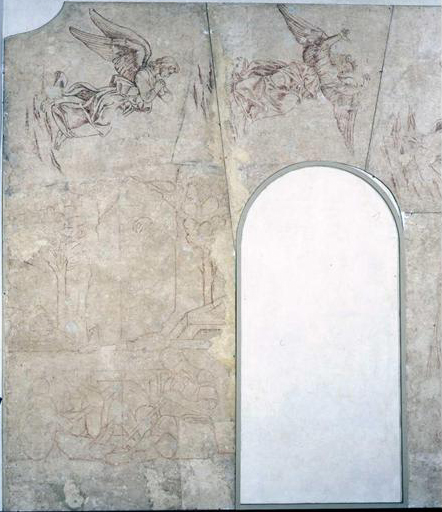
Андреа дель Кастаньйо. Синопія з янголами.
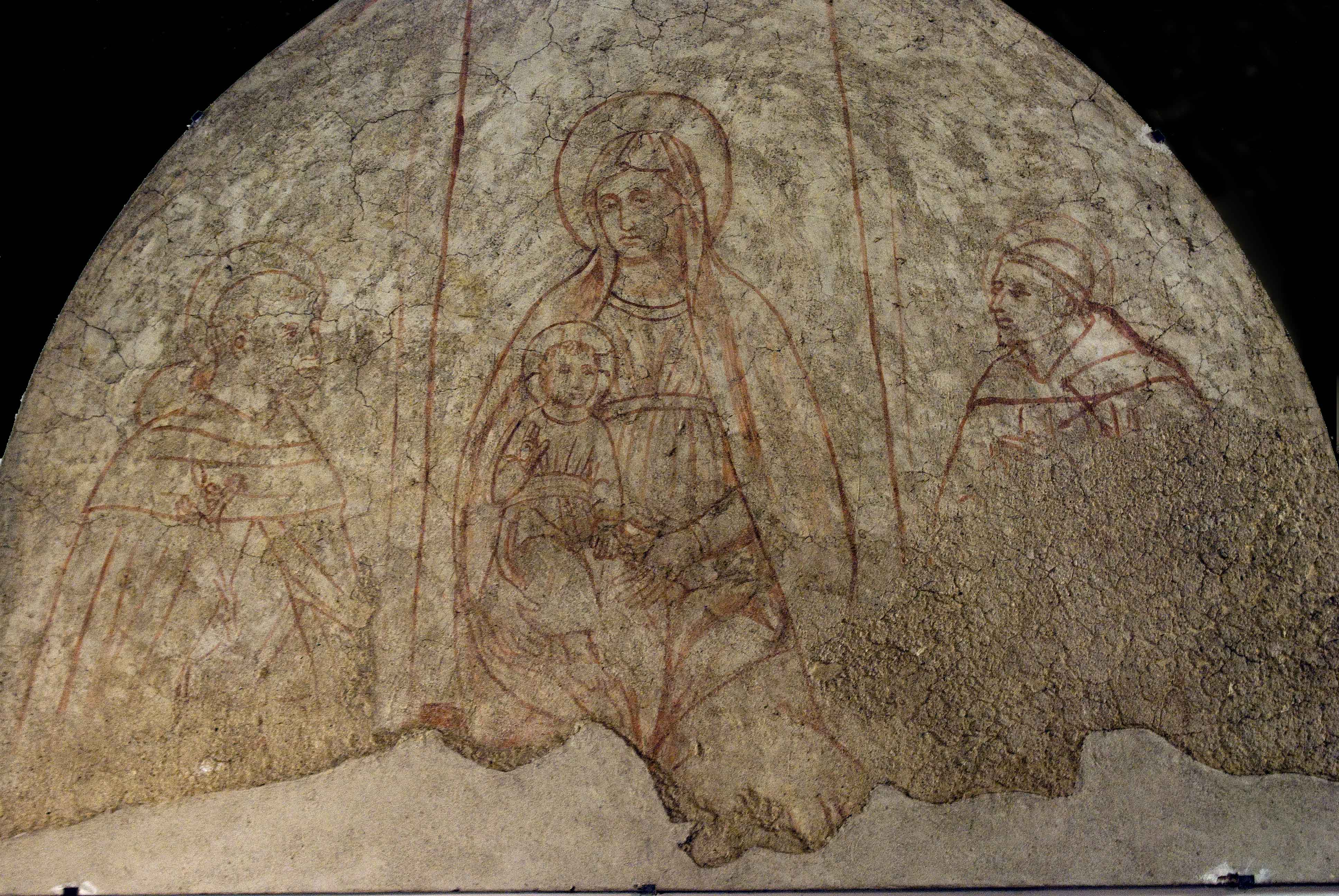
Худ. Паоло Ск'яво. «Мадонна з немовлям, Св. Франциском Ассізьким та Св. Домініком»
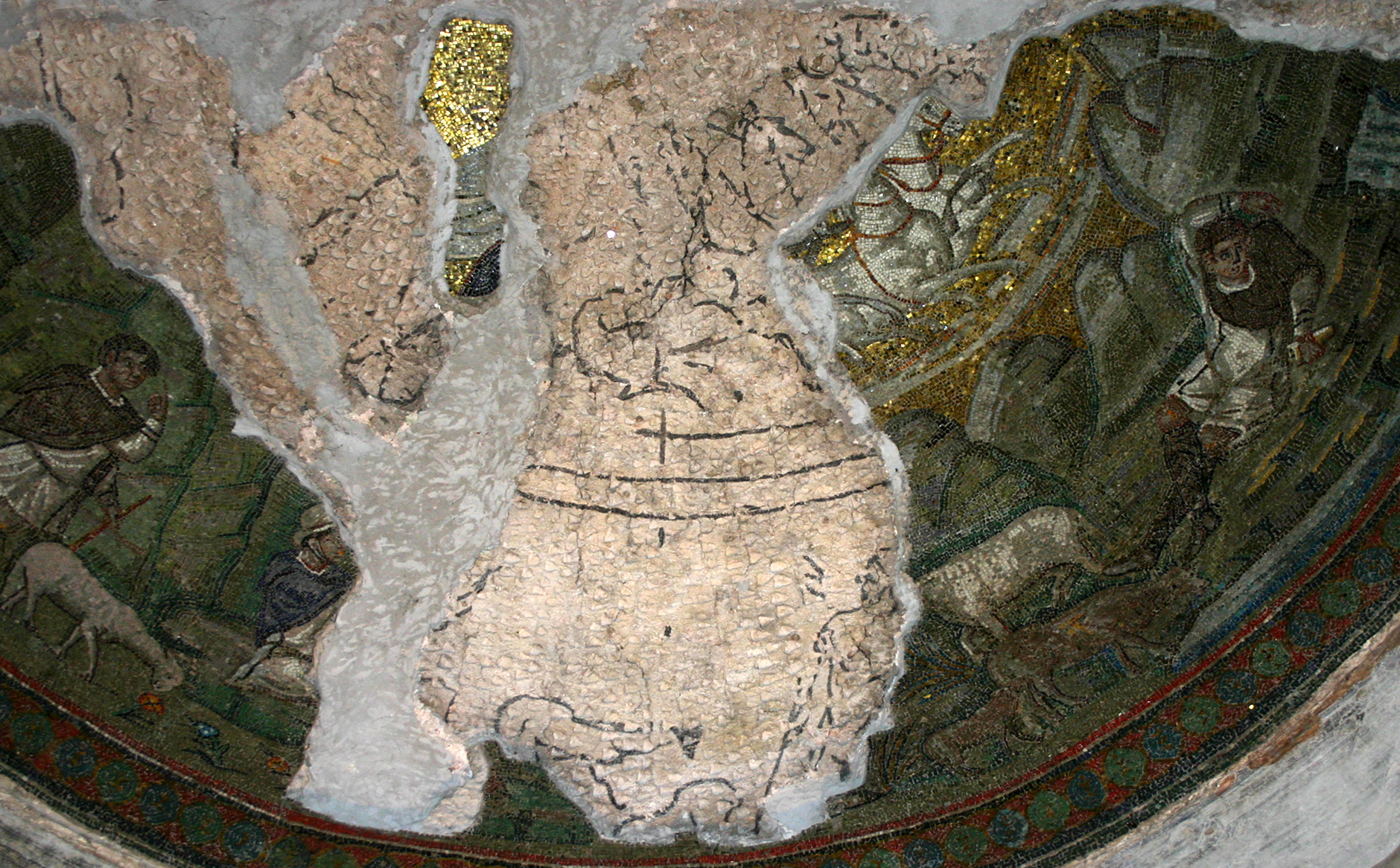
Залишки синопії під осипами мозаїки, 1420 р. Мілан, церква Сан Лоренцо.
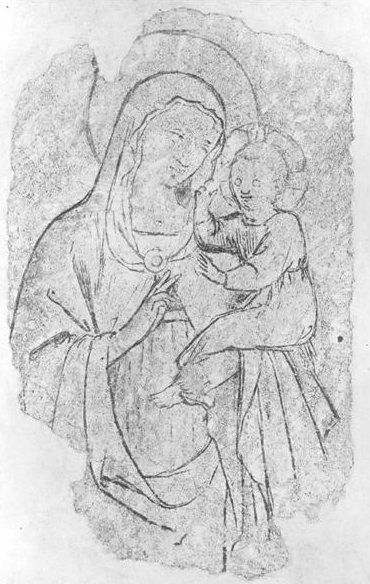
Фра Беато Анжеліко. «Мадонна з немовлям»

## Малюнки Мікеланджело на стінах не синопії
В життєпису Мікеланджело є сторінка повного зникнення на деякий термін. Це відбулося в середині 1530 року. Минуло два роки з пори, коли обурені, республіканськи налаштовані флорентійці, вигнали з міста родину Медічі й відновили республіканське правління. Два роки, як Мікеланджело прислужився республіканській батьківщині як фортифікатор і військовий інженер. Незважаючи на надзвичайну цікавість замови на створення скульптур для Каплиці Медичі для нього як митця, він припинив працювати в каплиці ще з квітня 1527 року.
Два роки пізніше місто взяли у облогу армії іспанського короля Карла V, що прийшов на допомогу узурпаторам Медичі. Розлючені спротивом бунтівників—флорентійців, вони склали перелік тих, хто підлягав стратам чи покаранню. В переліку було і прізвище Буонарроті. Попереджений, він і зникає з цього періоду…
Підвал під Каплицею Медичі роками використовували як склад вугілля для опалення взимку. Коли відомий туристичний заклад Флоренції перевели на опалення електрикою, приміщення вирішили дослідити, а чи не трапиться щось непомічене. Їх чекало справжнє відкриття.
14 листопада 1975 року при обстеженні мурів підвалу під каплицею Медичі Сабіно Джованноні наштовхнувся на якісь малюнки на стінах. Навчений тривалим досвідом та знахідками синопій в старовинних спорудах Італії, він запросив дослідників. Ті визнали, що якість малюнків — надзвичайна і віддали їх авторство Мікеланджело Буонарроті. Звичайно, то не були синопії, а тільки малюнки нудьгуючого Мікеланджело, вимушеного переховуватися в підземеллі від переслідувачів. Ці малюнки кількістю п'ятдесят шість (56) не планував перетворити на фрески і сам майстер, бо господарське приміщення ніколи не використовувалось як сакральне. Найстрашніше, що Мікеланджело роками відчував за власною спиною важке дихання інквізиції. Тому неохоче дарував власні малюнки чи дарував лише небагатьом. В передсмертну годину він, слабкий і хворий, знищив більшість архіву і власних малюнків, які вважав небезпечними чи гріховними. Малюнки в підвалі Каплиці Медичі щасливо уникли долі бути знищеними.

## Музей синопій (Піза)

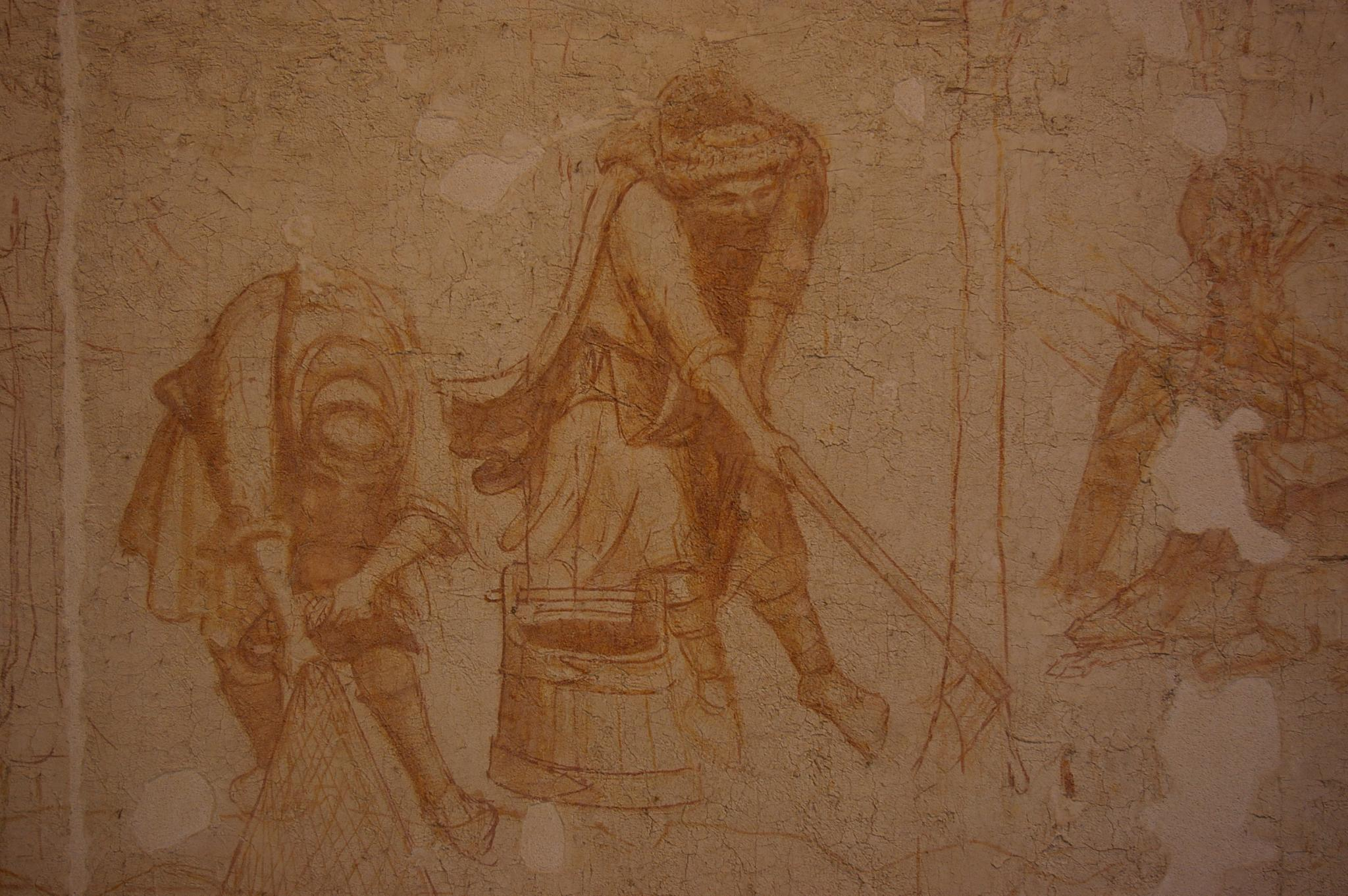
Експонат Музею синопій, місто Піза.

В XX столітті пройшла переоцінка критеріїв в галузі мистецтва. Після моди на імпресіонізм з'явились прихильники недоопрацьованих творів мистецтва, взагалі до недоопрацьованості твору, на якому збереглися сліди техніки, натяки на хід мислення майстра, артистичну недоопрацьованість малюнка чи ескіза. Мода на недоопрацьованість підігрівалась і новими відкриттями реставраторів, які масово обстежували старі храми, каплиці і світські споруди задля віднайдення синопій. Значна кількість синопій була знайдена в Італії, що сприяло створенню в місті Піза — Музею синопій. Адже в Італії добре опрацьована техніка перенесення малюнків — синопій чи залишків фресок на тверду основу з подальшим зберіганням та експонуванням в музейних умовах.